# Bibelsee (Grünz)
Der Bibelsee ist ein See bei Grünz im Landkreis Vorpommern-Greifswald in Mecklenburg-Vorpommern.
Das etwa 0,9 Hektar große Gewässer befindet sich im Gemeindegebiet von Penkun, einen Kilometer südlich vom Ortszentrum in Grünz entfernt. Der See hat keine natürlichen Zu- oder Abflüsse. Die maximale Ausdehnung des Bibelsees beträgt etwa 160 mal 60 Meter.